# Père Fouettard
Père Fouettard (Frans voor de ranselende vader, vader geselaar of de zweepvader; ook wel Pere Fwetård), in Nederland en Vlaanderen vergelijkbaar met Zwarte Piet, begeleidt Sinterklaas voor en op 6 december in de oostelijke gebieden van Frankrijk en in het zuiden van België. Hij geeft stukjes kool aan stoute kinderen of geselt ze, terwijl Sinterklaas cadeautjes geeft aan de zoete kinderen. Soms geeft de figuur geen kool of een geseling, maar suikerbieten.  Père Fouettard is een synoniem voor boeman.

## Uiterlijk
De meest voorkomende afbeelding van Père Fouettard is een man met een onguur gezicht, gekleed in een rood gewaad met groezelig ongekamd haar en een lange baard. Hij is bewapend met een zweep, gesel, vlegel of grote stok, of met een staf, roede of tuchtroede. Sommige versies van de figuur dragen een mand van vlechtwerk, waarin kinderen kunnen worden meegenomen (zie ook man met de zak). In enkele gevallen draagt hij een bos grote takken op zijn rug.
De donkere kleur van het gezicht verschilt. Volgens sommige verhalen komt deze zwarte kleur doordat hij geboren is uit een verbrande afbeelding. Volgens andere verhalen komt het door het roet in schoorstenen. In weer andere versies is hij identiek aan Zwarte Piet uit Nederland. Er bestaan ook versies waarbij hij bijna identiek is aan Sinterklaas of de kerstman, maar dan met een zwart of bruin pak of een pak van bont.

## Herkomst

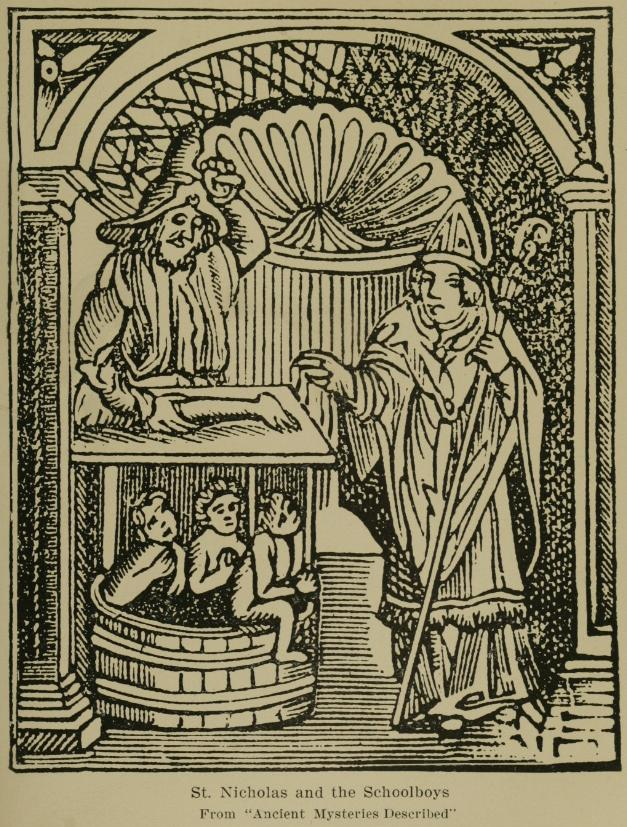

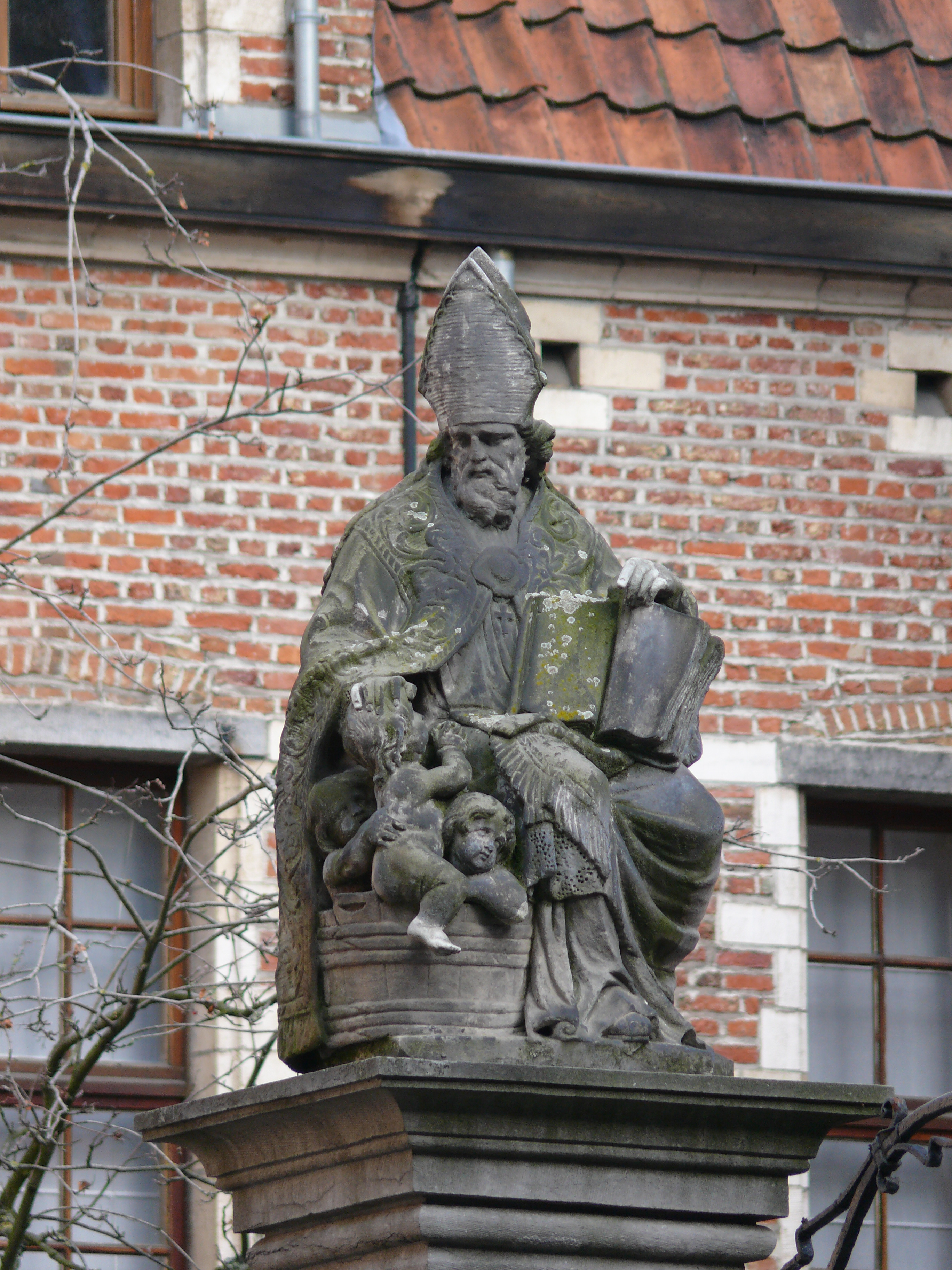
Het beeld in Antwerpen toont de legende van de drie theologiestudenten, die op hun weg naar Athene door een herbergier werden vermoord. De herbergier borg het vlees van de studenten op in een ton met pekel. Enige tijd later bezocht Sint Nicolaas dezelfde herberg, en droomde ’s nachts van de misdaad die de herbergier begaan had. Nicolaas riep de herbergier en bad tot God, waarna de studenten weer tot leven werden gewekt.

Het bekendste verhaal over Père Fouettard komt uit 1150. Een  slager ontvoert drie kinderen. Ze lijken rijk en zijn op weg naar een religieuze kostschool. Samen met zijn vrouw vermoordt hij de kinderen met het doel ze te beroven. In een gruwelijke versie van het verhaal worden de kinderen gedrogeerd, hun kelen worden doorgesneden en ze worden in stukken gesneden. Daarna worden deze stukken vlees bereid in een stoofpot. In sommige versies van het verhaal gaat het om een herbergier. De kinderen kunnen hun rekening niet betalen en daarom stopt de man de kinderen in een pot met pekel. Sinterklaas ontdekt de misdaad en laat de kinderen weer tot leven komen. Père Fouettard toont berouw en wordt de assistent van Sinterklaas. In weer een andere versie van het verhaal wordt Père Fouettard door Sinterklaas gedwongen zijn assistent te worden als straf voor zijn misdaad. 

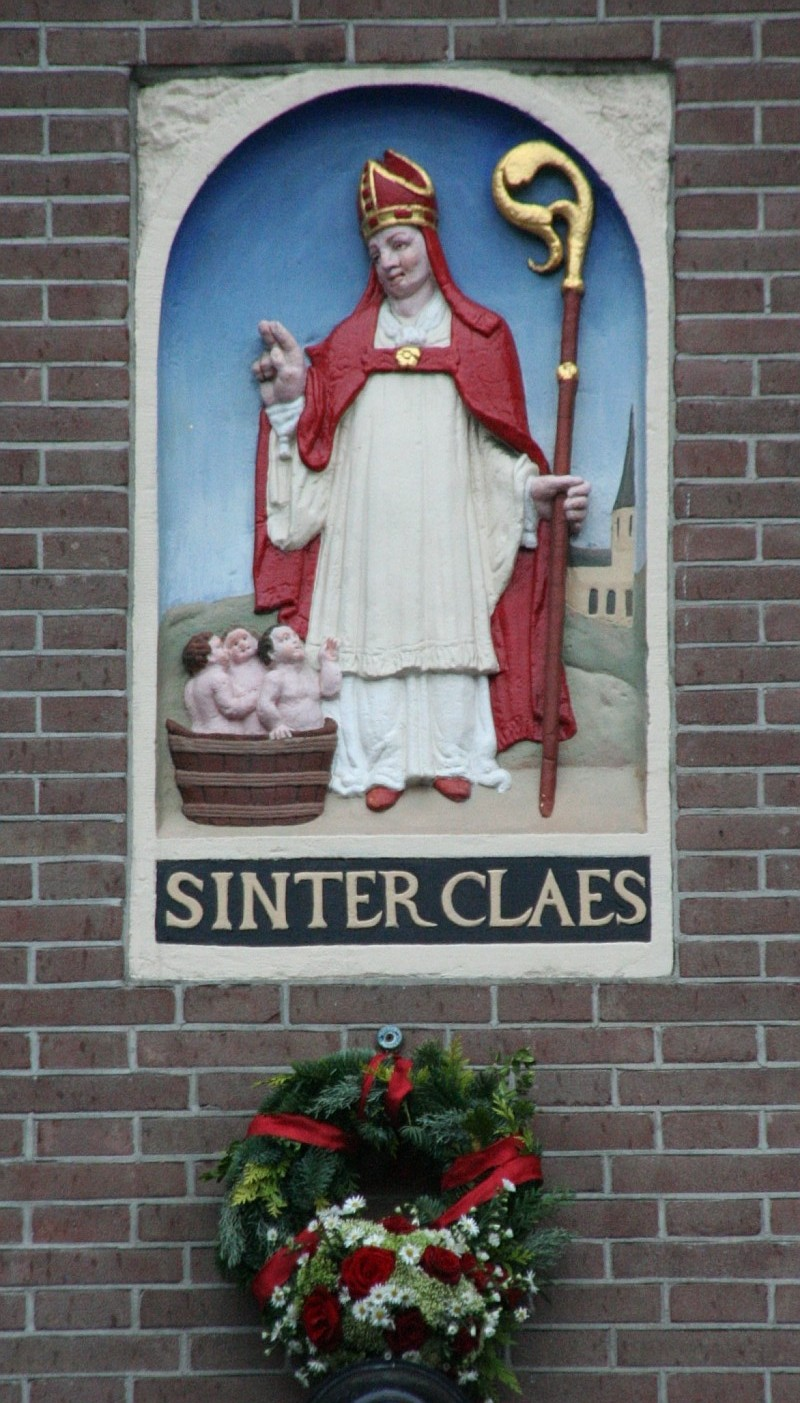
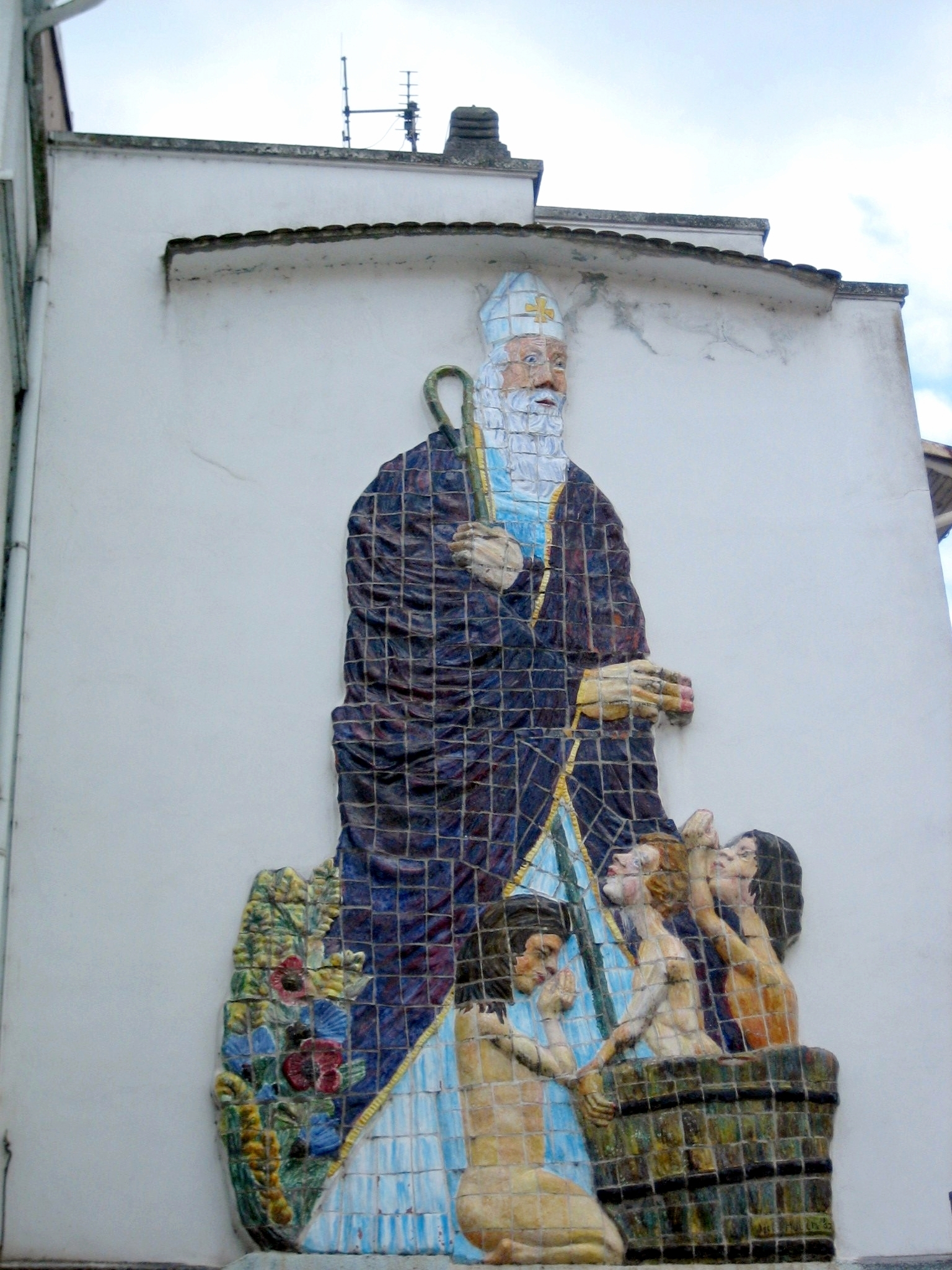
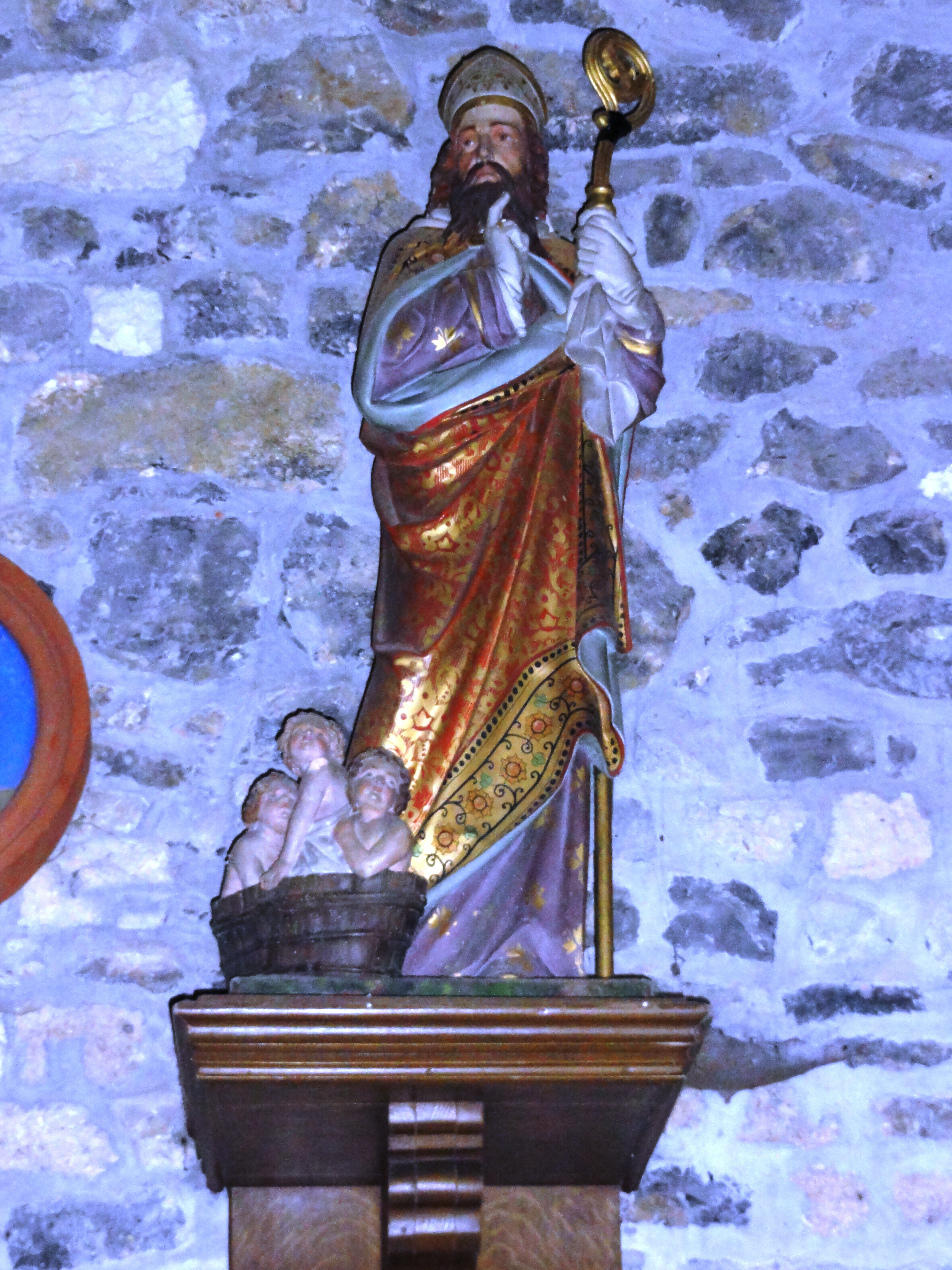
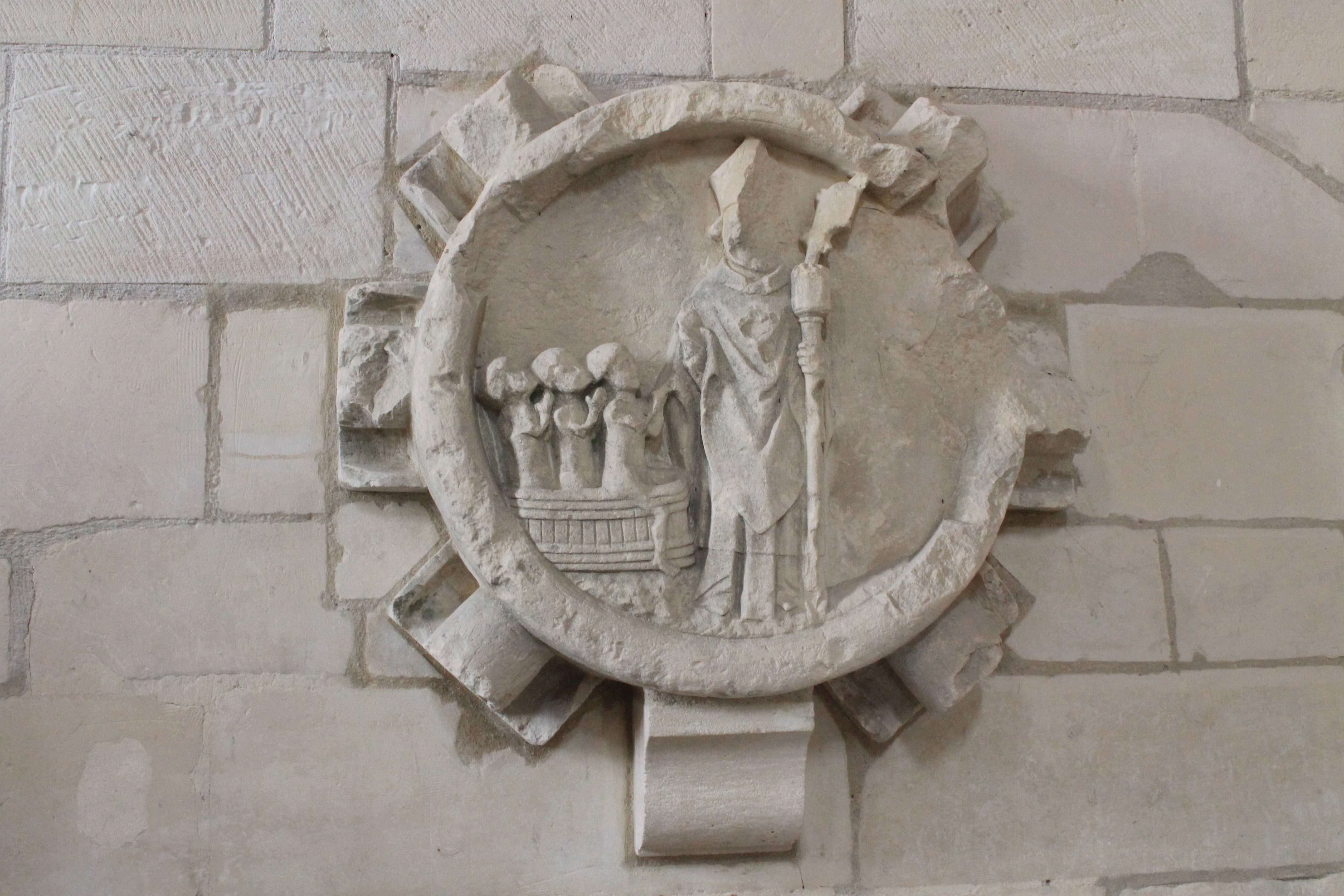
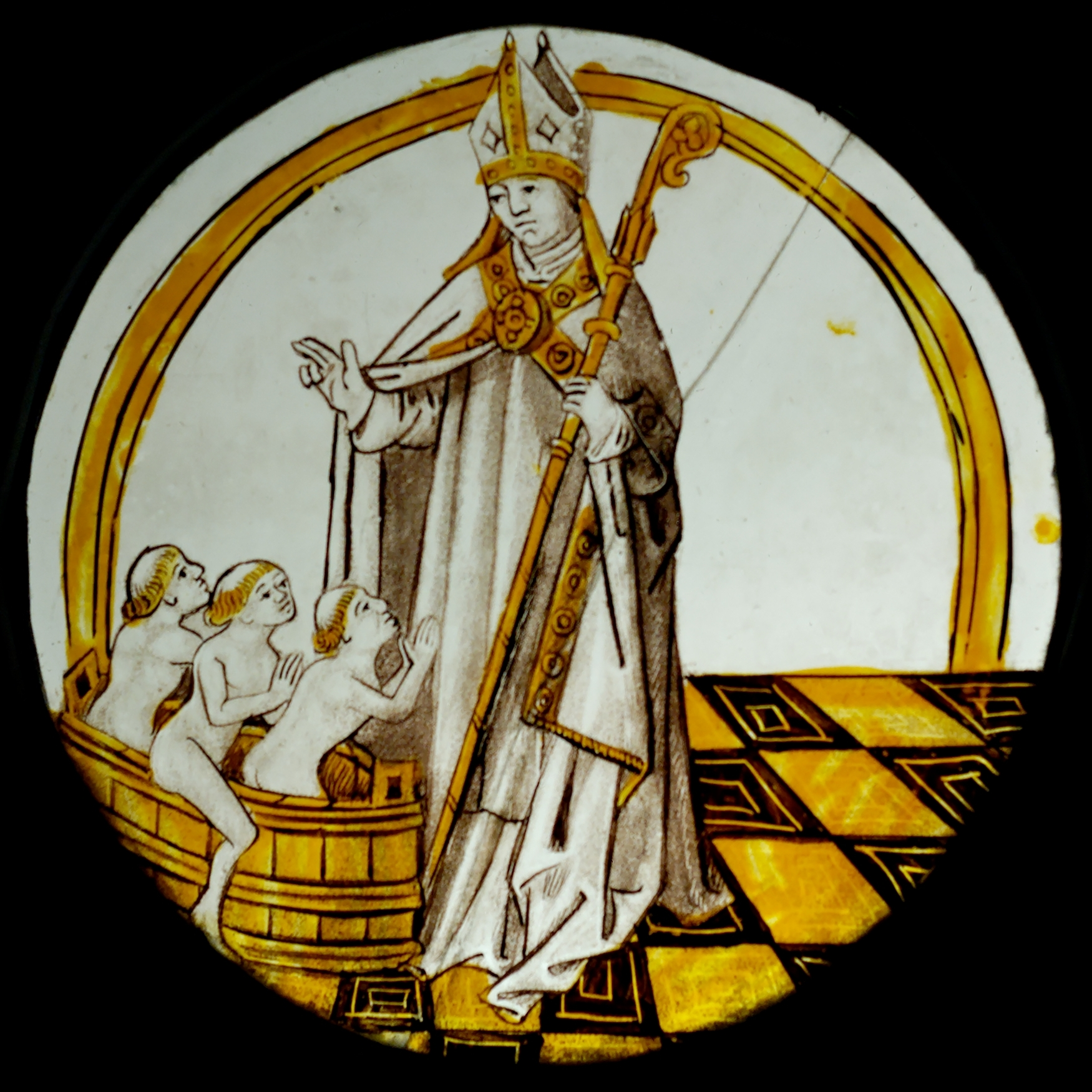
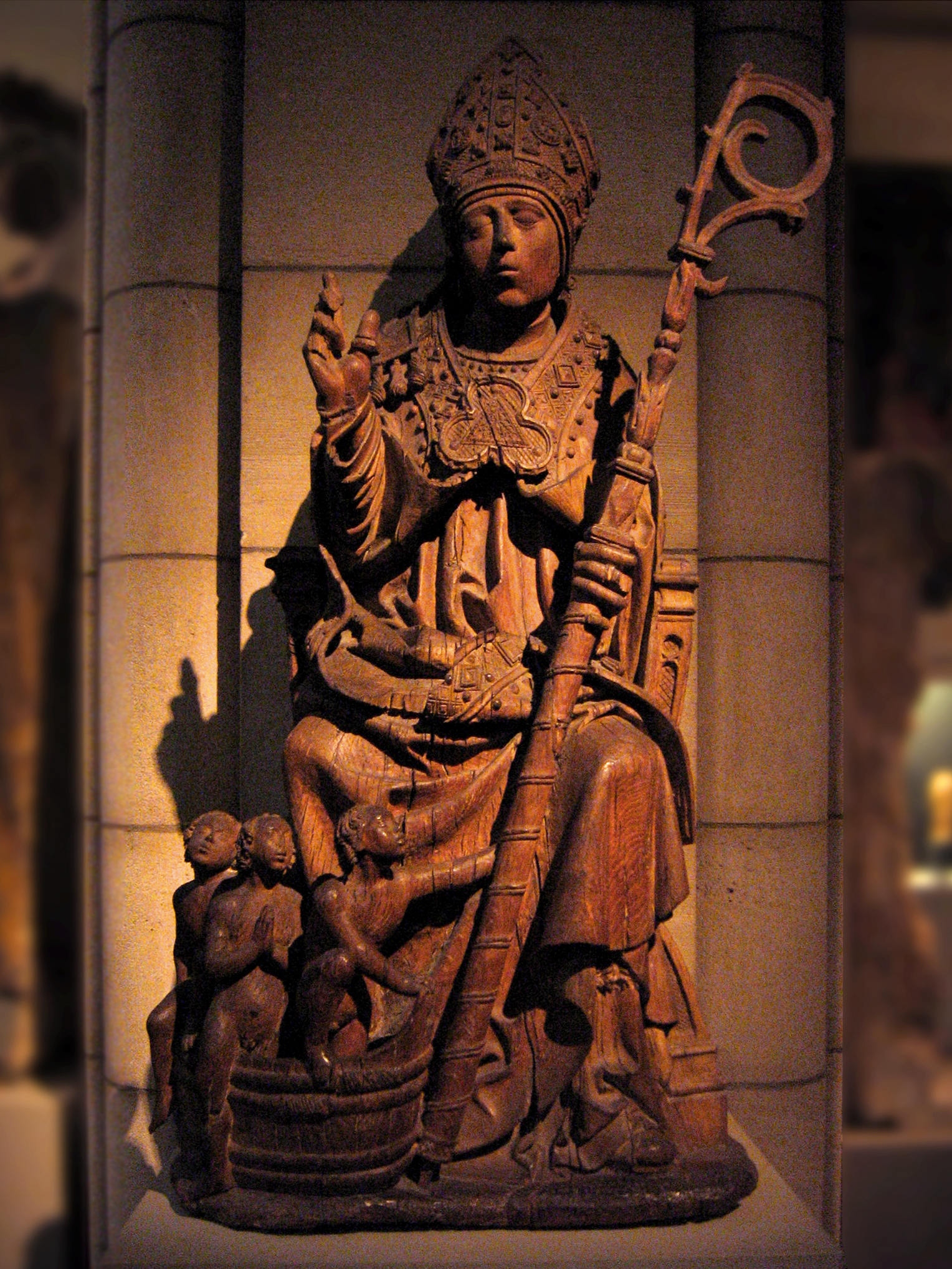
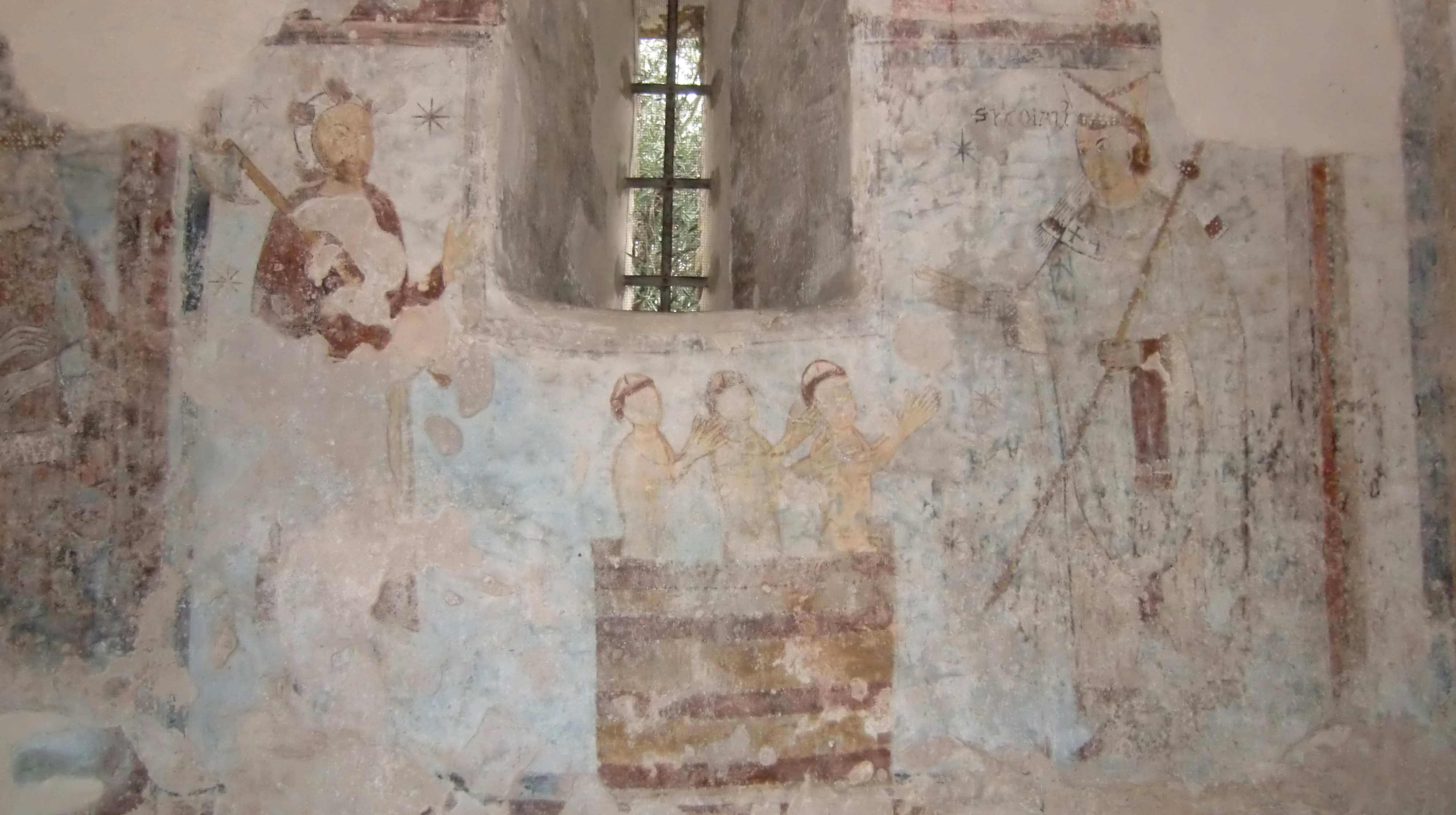
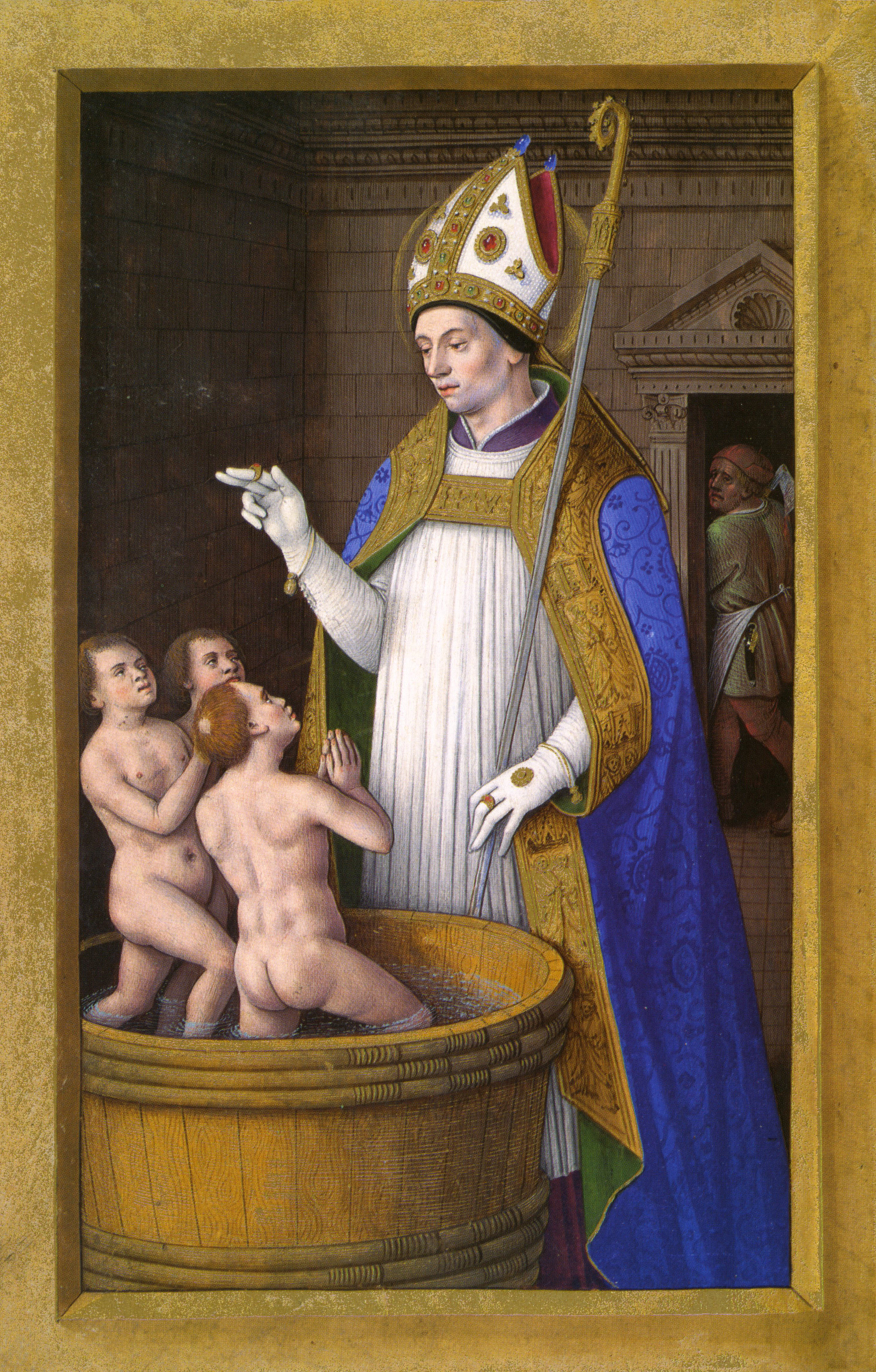
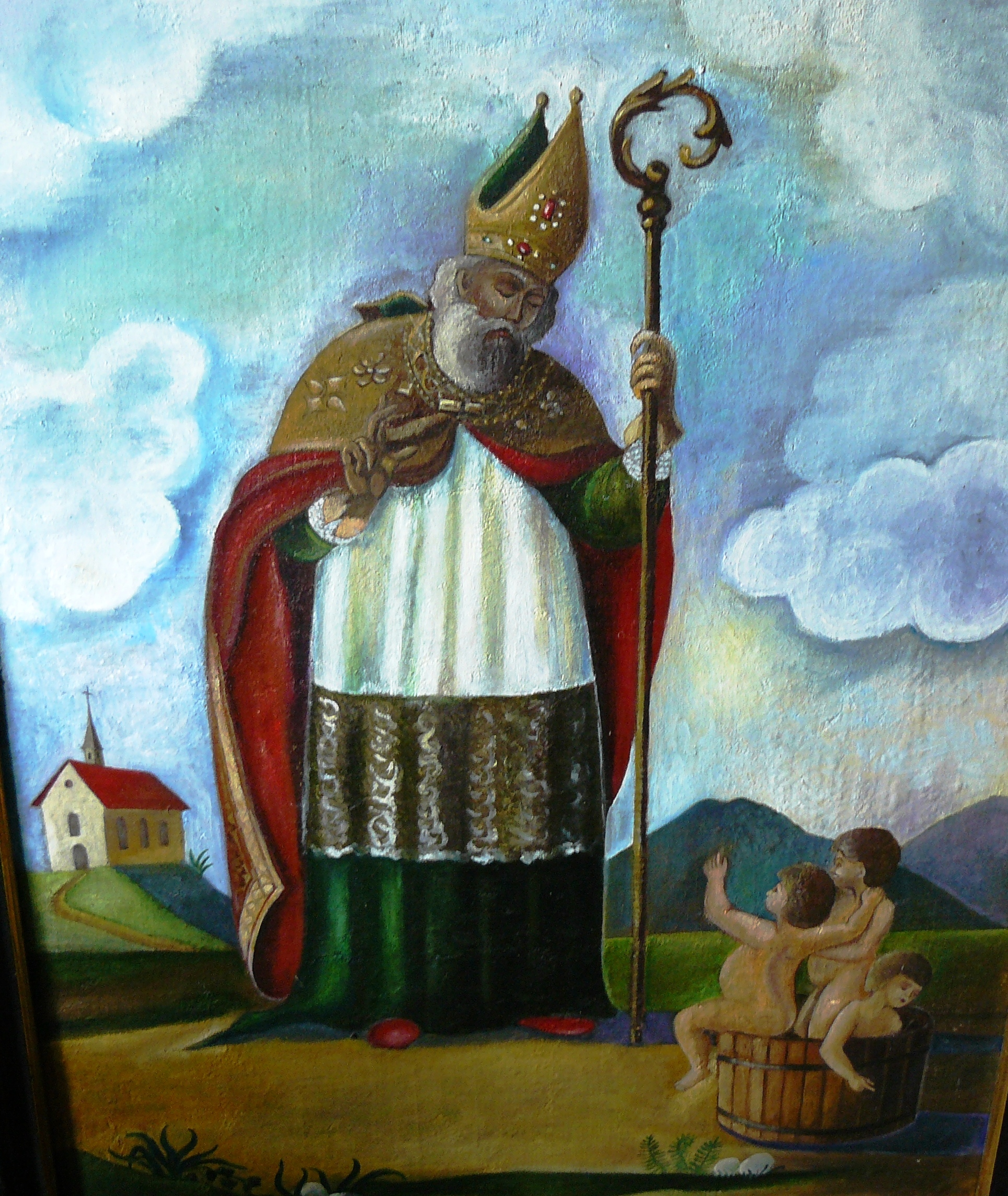
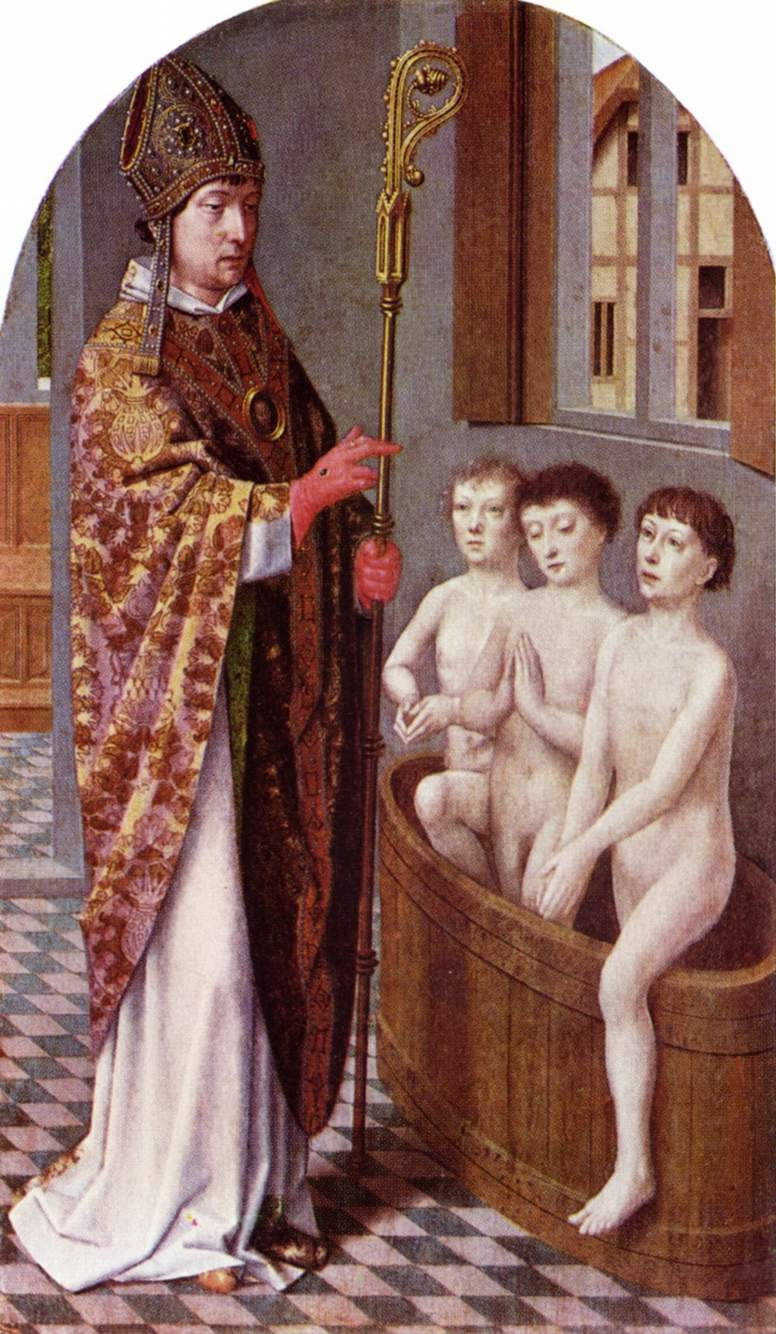

In een ander verhaal wordt verteld dat een afbeelding van keizer Karel V werd verbrand tijdens de oorlog van Metz in 1552. Leerlooiers maakten een grotesk karakter (ook een leerlooier) gewapend met zweep en gewikkeld in kettingen. Na de oorlog versmolt de afbeelding van Karel V en het karakter gemaakt door de leerlooiers in Père Fouettard. De bevrijding van de stad en de verbranding van de afbeelding van Karel V vielen samen met Sinterklaas en zo werd Père Fouettard de slechte tegenspeler van Sinterklaas.
In de jaren 30 verscheen Père Fouettard in de Verenigde Staten onder de vertaalde naam Father Flog of Spanky. Alhoewel deze figuur bijna identiek is, heeft hij niets te maken met Kerstmis en wordt hij vergezeld door Mother Flog. De twee figuren bestraffen specifieke kindermisdaden (zoals het afsnijden van de tong als straf voor liegen).